# ジョアン・アントニオ・コレイラ
ジョアン・アントニオ・コレイラ（João António Correia、1822年12月26日 - 1896年3月16日）はポルトガルの画家である。パリで学んだ後、ポルトの美術学校(Academia Portuense de Belas Artes)の教授を務め、多くのポルトガルの画家を育てた。

## 略歴
ポルトの繊維商品の商人の息子に生まれた。絵画を教えるコースもあったポルトの専門学校(Academia Real de Marinha e Comércio:王立海事、商業アカデミア）に1836年に入学し、絵画と数学を学んだ。1839年からポルトの美術学校の歴史画のクラスで学んだ。1842年の美術展で1位に入賞した。
ポルトの人々の支援を受けてパリに留学し、パリではカリブの島の生まれの画家でドミニク・アングルの弟子であったテオドール・シャセリオーのもとで暮らし指導を受けてエコール・デ・ボザールの入学試験を受け、入学した。シャセリオーから新古典主義や写実主義、ロマン主義といったフランスの美術の流行を教えられた。
1851年までパリに滞在した後、帰国し、ポルトの美術学校の代理教授に任じられ、1857年に教授に任じられ、教育方法を刷新し、1882年から亡くなる1896年の間は校長を務めた。
指導した芸術家にはアントニオ・スワレス・ドス・レイス、ジョアン・マルケス・デ・オリベイラ、アントニオ・ダ・シルバ・ポルト、エンリケ・ポウザンやアルトゥール・ロウレイロがいる。
画家としては肖像画を描き、黒人の肖像画が代表作とされる。

## 作品

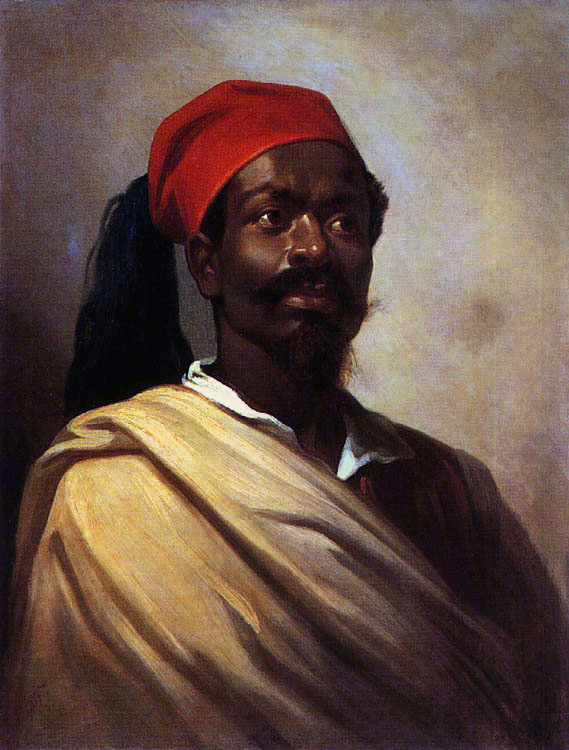
黒人 (1869)
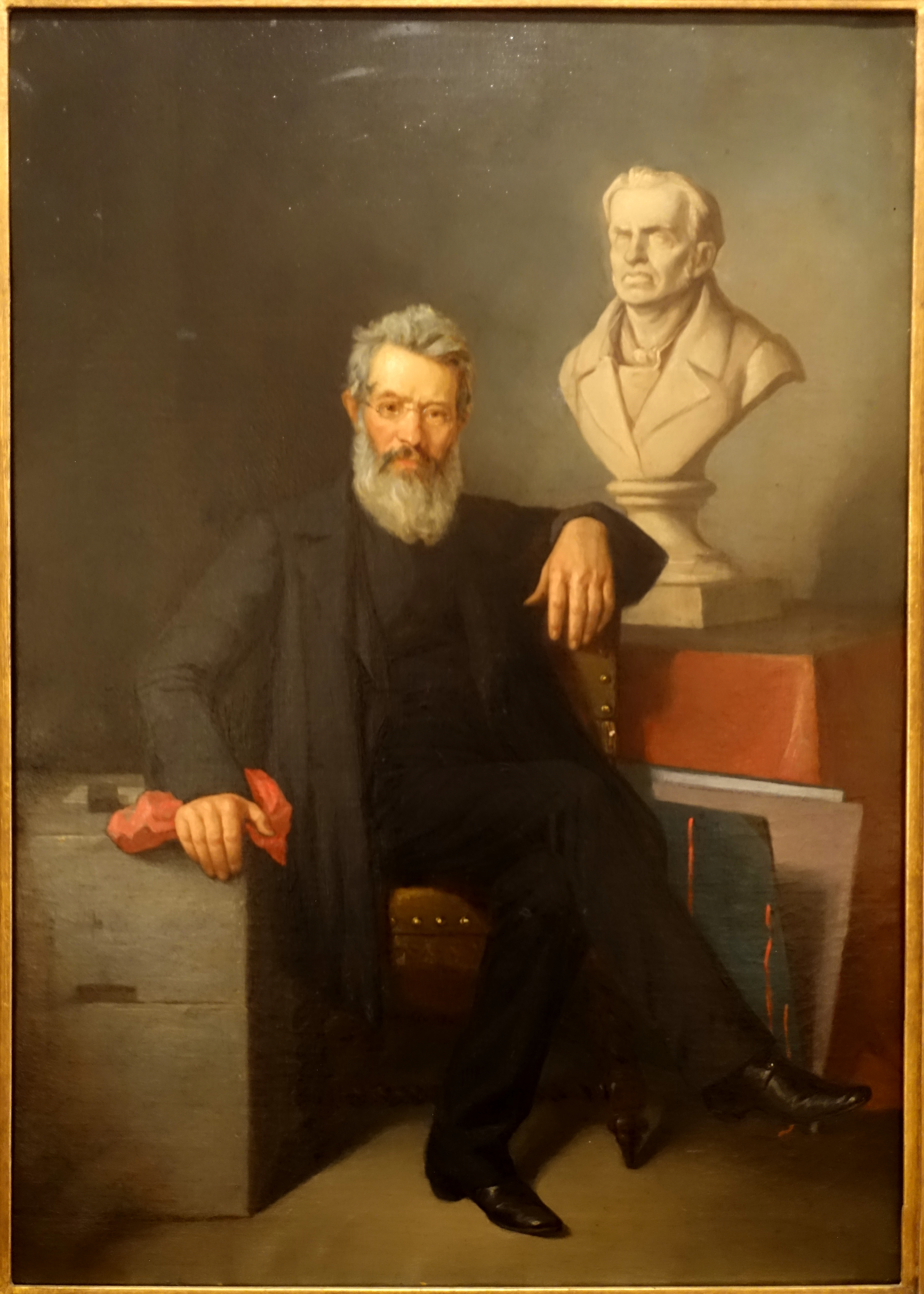
肖像画
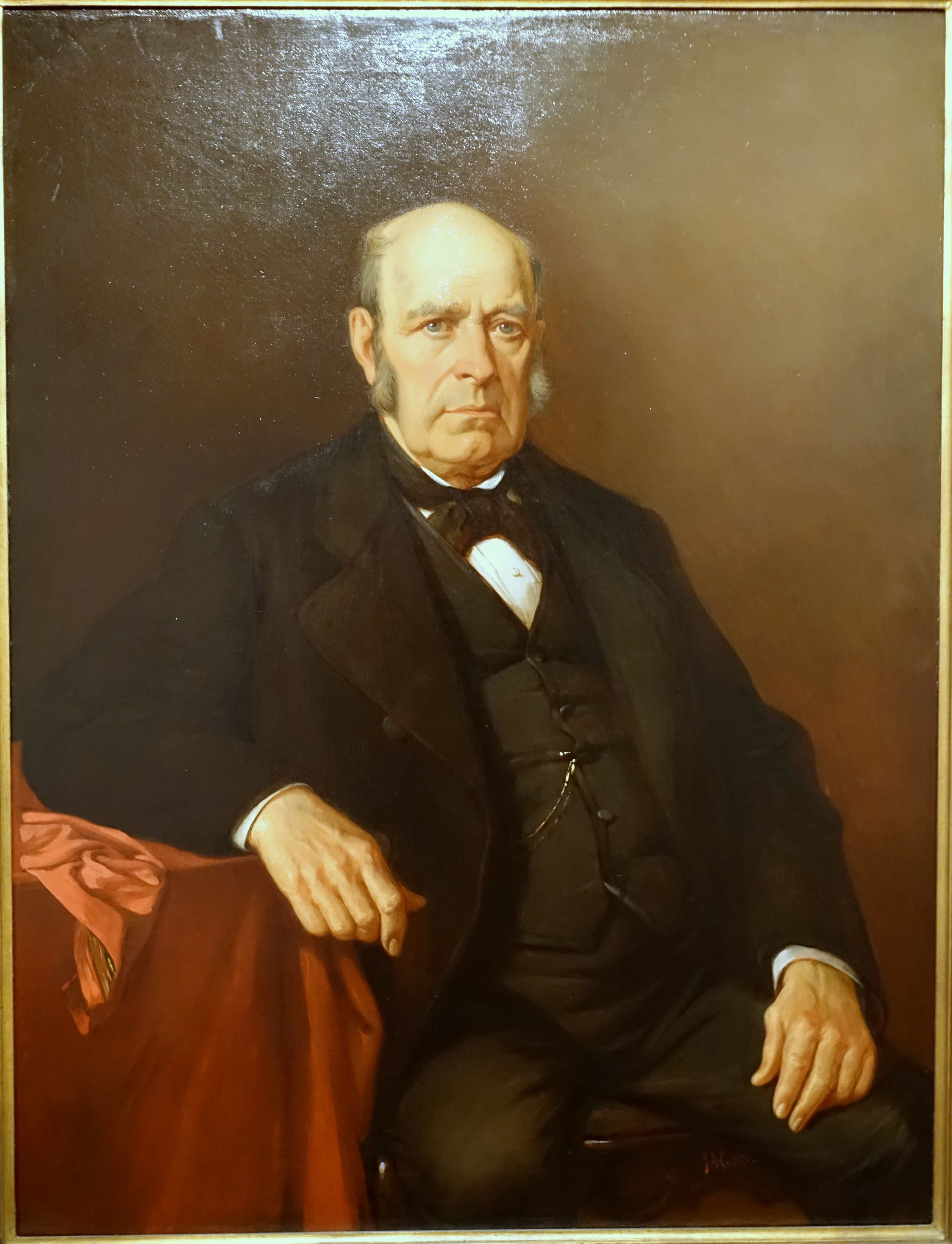
肖像画
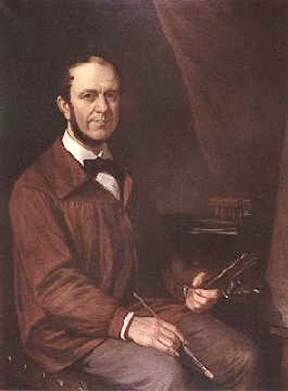
Auguste Roquemont-画家

## 関連図書
- José Augusto França: A Arte em Portugal no Século XIX. Livraria Bertrand, 1966 ISBN 97-2250-060-0.